# العلاقات الأوزبكستانية السعودية
العلاقات الأوزبكستانية السعودية هي العلاقات الثنائية التي تجمع بين أوزبكستان والسعودية.

## مقارنة بين البلدين
هذه مقارنة عامة ومرجعية للدولتين:
| وجه المقارنة                                              | أوزبكستان       | السعودية        |
| --------------------------------------------------------- | --------------- | --------------- |
| المساحة (كم2)                                             | 448.98 ألف      | 2.25 مليون      |
| عدد السكان (نسمة)                                         | 32.39 مليون     | 33.00 مليون     |
| الكثافة السكانية (ن./كم²)                                 | 72.14           | 14.67           |
| العاصمة                                                   | طشقند           | الرياض، الدرعية |
| اللغة الرسمية                                             | اللغة الأوزبكية | اللغة العربية   |
| العملة                                                    | سوم أوزبكستاني  | ريال سعودي      |
| الناتج المحلي الإجمالي (بليون دولار)                      | 48.72 مليار     | 683.83 مليار    |
| الناتج المحلي الإجمالي (تعادل القوة الشرائية) بليون دولار | 190.50 مليار    | 1.69 تريليون    |
| الناتج المحلي الإجمالي الاسمي للفرد دولار أمريكي          | 2.13 ألف        | 20.48 ألف       |
| الناتج المحلي الإجمالي للفرد دولار أمريكي                 | 5.57 ألف        | 52.01 ألف       |
| مؤشر التنمية البشرية                                      | 0.675           | 0.837           |
| رمز المكالمات الدولي                                      | +998            | +966            |
| رمز الإنترنت                                              | .uz             | .sa             |
| المنطقة الزمنية                                           | ت ع م+05:00     | ت ع م+03:00     |

## منظمات دولية مشتركة
يشترك البلدان في عضوية مجموعة من المنظمات الدولية، منها:
| علم المنظمة | اسم المنظمة                               | تاريخ انضمام أوزبكستان | تاريخ انضمام السعودية |
| ----------- | ----------------------------------------- | ---------------------- | --------------------- |
|             | يونسكو                                    | 26 أكتوبر 1993         | 4 نوفمبر 1946         |
|             | البنك الدولي للإنشاء والتعمير             | 21 سبتمبر 1992         | 26 أغسطس 1957         |
|             | منظمة حظر الأسلحة الكيميائية              | ?                      | ?                     |
|             | الأمم المتحدة                             | 2 مارس 1992            | 24 أكتوبر 1945        |
|             | مؤسسة التمويل الدولية                     | 30 سبتمبر 1993         | 18 سبتمبر 1962        |
|             | المركز الدولي لتسوية المنازعات الاستشارية | 25 أغسطس 1995          | 7 يونيو 1980          |
|             | منظمة التعاون الإسلامي                    | ?                      | 25 سبتمبر 1969        |
|             | وكالة ضمان الاستثمار متعدد الأطراف        | 4 نوفمبر 1993          | 12 أبريل 1988         |
|             | الاتحاد البريدي العالمي                   | ?                      | ?                     |
|             | مؤسسة التنمية الدولية                     | 24 سبتمبر 1992         | 30 ديسمبر 1960        |
|             | منظمة الشرطة الجنائية الدولية             | ?                      | 13 يونيو 1956         |
|             | الاتحاد الدولي للاتصالات                  | 10 يوليو 1992          | 7 فبراير 1949         |

## وصلات خارجية
- موقع وزارة الخارجية الأوزبكستانية
- موقع وزارة الخارجية السعودية